# Улица Мале степенице (Београд)
| Улица Мале степенице | Улица Мале степенице                 |
| -------------------- | ------------------------------------ |
|                      |                                      |
| Општина              | Градска општина Стари град (Београд) |
| Почетак              | Карађорђева 43 (подножје степеница)  |
| Крај                 | Фрушкогорска улица (врх степеница)   |
| Дужина               | 85 m                                 |
| Названа              | 1872.                                |
|                      |                                      |
|                      |                                      |
|                      |                                      |

Улица Мале степенице је стрма београдска улица у непосредној близини Бранковог моста која повезује Карађорђеву улицу и Косанчићев венац. Део је старог урбаног језгра Београда.

## Изглед и околне улице
Почетак улице је у Карађорђевој улици, код броја 43, готово наспрам стубова некадашњег Моста краља Александра (данас Бранков мост). Део улице чини степениште изграђено у три сегмента, са укупно 68 степеника. На врху се завршава равним, калдрмисаним делом. На улицу Мале степенице наставља се Фрушкогорска улица, којом се излази на Поп Лукину. Лево од степеница, пењући се, скреће се према Косанчићевом венцу, док се десно скреће према Парку несврстаним земаљама и аутобуском стајалишту на Бранковом мосту, у смеру према Новом Београду.
Степенице су реконструисане почетком 21. века.

## Историја
У београдској вароши с краја 19. века Мале степенице представљале су краћи, али заобилазни пут од центра вароши, који се тада налазио око Саборне цркве и Савског пристаништа. Око степеница су се налазили улази у лагуме, који су тада служили као складишта за робу која је бродовима стизала у Београд. Ипак, биле су само споредан пут, јер је важнија трговачка активност била више концентрисана око Великих степеница.

## Мале степенице данас
Мале степенице данас представљају пешачку зону и својеврсну туристичку атракцију Београда. Уз улицу се, са леве стране, налази низ стамбених и угоститељских објеката.